# 1. Division (Belgien) 1898/99
Die Erste Division 1898/99 war die vierte Spielzeit der höchsten belgischen Spielklasse im Männerfußball. Sie begann am 30. Oktober 1898 und endete am 16. April 1899.

## Modus
Die Liga wurde in zwei Gruppen aufgeteilt:
- Gruppe A mit den Regionen Brüssel, Lüttich und Antwerpen
- Gruppe B mit den flämischen Regionen (hauptsächlich aus Brügge)

Am Saisonende ermittelten die beiden Gruppensieger in einem Entscheidungsspiel den Meister.

## Gruppe A

### Abschlusstabelle
| Pl. | Verein                    | Sp. | S | U | N | Tore    | Quote | Punkte |
| --- | ------------------------- | --- | - | - | - | ------- | ----- | ------ |
| 1.  | FC Lüttich (M)            | 8   | 8 | 0 | 0 | 037:500 | 7,40  | 16:0   |
| 2.  | Racing Club de Bruxelles  | 8   | 4 | 0 | 4 | 030:210 | 1,43  | 08:80  |
| 3.  | Léopold Club de Bruxelles | 8   | 3 | 1 | 4 | 017:210 | 0,81  | 07:90  |
| 4.  | Athletic & Running Club   | 8   | 3 | 1 | 4 | 018:340 | 0,53  | 07:90  |
| 5.  | FC Antwerpen              | 8   | 1 | 0 | 7 | 011:320 | 0,34  | 02:14  |

| (M) | amtierender belgischer Meister |

### Kreuztabelle
Die Kreuztabelle stellt die Ergebnisse aller Spiele dieser Saison dar. Die Heimmannschaft ist in der linken Spalte, die Gastmannschaft in der oberen Zeile aufgelistet.
| 1898/99 | 1898/99                   | LÜT | RCB | LÉO   | ARC   | ANT   |
| ------- | ------------------------- | --- | --- | ----- | ----- | ----- |
| 1.      | FC Lüttich                |     | 6:1 | 5:0 1 | 5:0 1 | 5:0 1 |
| 2.      | Racing Club de Bruxelles  | 0:3 |     | 2:5   | 14:1  | 4:2   |
| 3.      | Léopold Club de Bruxelles | 0:4 | 1:4 |       | 1:1   | 4:0   |
| 4.      | Athletic & Running Club   | 2:5 | 3:0 | 4:3   |       | 5:0 1 |
| 5.      | FC Antwerpen              | 2:4 | 0:5 | 1:3   | 6:2   |       |

## Gruppe B
Nur die Platzierungen sind bekannt
| Pl. | Verein              | Sp. | S | U | N | Tore | Quote | Punkte |
| --- | ------------------- | --- | - | - | - | ---- | ----- | ------ |
| 1.  | FC Brügge           |     |   |   |   |      |       |        |
| 2.  | Oostendensche FC    |     |   |   |   |      |       |        |
| 3.  | AA La Gantoise      |     |   |   |   |      |       |        |
| 4.  | Sport Pédestre Gent |     |   |   |   |      |       |        |

## Finale
Die beiden Gruppensieger bestritten am 19. März und 16. April 1899 zwei Spiele um den Meistertitel.
|            | Gesamt |           | Hinspiel | Rückspiel |
| ---------- | ------ | --------- | -------- | --------- |
| FC Lüttich | 6:3    | FC Brügge | 2:0      | 4:3       |